# Litauiska demokratiska arbetarpartiet
Litauiska demokratiska arbetarpartiet (litauiska: Lietuvos Demokratinė Darbo Partija (LDDP)) var ett socialdemokratiskt parti i Litauen, som utbröts ur den litauiska avdelningen av Sovjetunionens kommunistiska parti.

## Historia
I Litauiska SSR var bara ett parti tillåtet, Litauens kommunistiska parti, som var en del av Sovjetunionens kommunistiska parti (CPSU). Den 7 december 1989 avskaffades detta partimonopol. Partiledaren Algirdas Brazauskas strävade efter mer självständighet. På den tjugonde partikongressen mellan den 19 och 20 december 1989 utträdde den litauiska parten ur SUKP, med 855 röster för och 160 röster mot utbrytning.
Vissa oliktänkande fortsatte under ledning av Mykolas Burokevičius under 1990 och 1991. Brazauskas ändrade därför namnet på partiet till Lietuvos Demokratinė Darbo Partija (LDDP), Litauiska demokratiska arbetarpartiet. I mars 1990 blev Litauen självständigt. LDDP vann i oktober och november 1992 det första parlamentsvalet. Seimas, det litauiska parlamentet, utsåg Brazauskas som tillförordnad president. Han efterträddes som partiledare av premiärminister Adolfas Šleževičius. I den första omgången av presidentvalet i februari 1993 fick Brazauskas 61,1% av rösterna.
Šleževičius blev 1995 involverad i en skandal. Den litauiska regeringen var i december 1994 tvungen att ingripa i två stora banker. En månad senare meddelades det att Šleževičius konton hade tömts ett par dagar innan regeringen suspenderade bankverksamhetenra. Seimas avsatte honom sedan. Han var då ledare för LDDP-ersättaren Česlovas Juršėnas. LDDP förlorade nästa parlamentsval 1996.
LDDP gick i juli 2001 upp i Litauens socialdemokratiska parti (LSDP).

## Partiledare
- Algirdas Brazauskas (1990-1993)
- Adolfas Šleževičius (1993-1996)
- Česlovas Juršėnas (1996-2001)